# Баркер (округ Ніагара, Нью-Йорк)
Баркер (англ. Barker) — селище (англ. village) в США, в окрузі Ніагара штату Нью-Йорк. Населення — 575 осіб (2020).

## Географія
Баркер розташований за координатами 43°19′42″ пн. ш. 78°33′13″ зх. д. / 43.32833° пн. ш. 78.55361° зх. д. (43.328328, -78.553535).  За даними Бюро перепису населення США в 2010 році селище мало площу 1,09 км², уся площа — суходіл.

## Демографія
Згідно з переписом 2010 року, у селищі мешкали 533 особи в 210 домогосподарствах у складі 137 родин. Густота населення становила 490 осіб/км².  Було 234 помешкання (215/км²).
Расовий склад населення:
| - 97,2 % — білих - 0,9 % — корінних американців - 0,2 % — чорних або афроамериканців |

До двох чи більше рас належало 1,5 %. Частка іспаномовних становила 7,1 % від усіх жителів.
За віковим діапазоном населення розподілялося таким чином: 25,7 % — особи молодші 18 років, 61,4 % — особи у віці 18—64 років, 12,9 % — особи у віці 65 років та старші. Медіана віку мешканця становила 39,9 року. На 100 осіб жіночої статі у селищі припадало 88,3 чоловіків;  на 100 жінок у віці від 18 років та старших — 94,1 чоловіків також старших 18 років.
Середній дохід на одне домашнє господарство  становив 50 438 доларів США (медіана — 41 458), а середній дохід на одну сім'ю — 55 319 доларів (медіана — 51 250). Медіана доходів становила 30 313 долари для чоловіків та 30 714 долари для жінок. За межею бідності перебувало 13,1 % осіб, у тому числі 13,9 % дітей у віці до 18 років та 8,8 % осіб у віці 65 років та старших.
Цивільне працевлаштоване населення становило 301 особа. Основні галузі зайнятості: виробництво — 25,6 %, освіта, охорона здоров'я та соціальна допомога — 17,9 %, сільське господарство, лісництво, риболовля — 16,3 %.